# Nora Wilhelm
Pour les articles homonymes, voir Wilhelm.
 (mars 2021).
Nora Wilhelm, née le 25 mai 1993 à Aarau, est une innovatrice et entrepreneure sociale suisse qui œuvre pour les objectifs de l'Agenda 2030. Elle est cofondatrice de l'initiative « collaboratio helvetica » et a été reconnue comme jeune leader par l'UNESCO.

## Biographie
Nora Wilhelm effectue sa scolarité à Meyrin[réf. nécessaire].
Dans sa jeunesse, en plus de ses activités d’activiste, de bénévole et de stagiaire pour des ONG de développement, elle participe à de nombreuses Conférences des Jeunes des Nations unies et s'est impliquée au Parlement Européen des Jeunes (PEJ). Elle préside le PEJ Suisse en 2014-2016 puis prend en charge le projet d'une session internationale (Laax 2016), qui  réunit des jeunes d'Europe sous le patronage du conseiller fédéral Didier Burkhalter. Portant la parole des millennials, elle y critique le fait de traiter les symptômes et le manque de réflexion et d’action sur les causes profondes des défis sociaux de notre temps. Elle prône une approche systémique plus solide, inspirée notamment d'Otto Scharmer, Donella Meadows et Peter Senge.

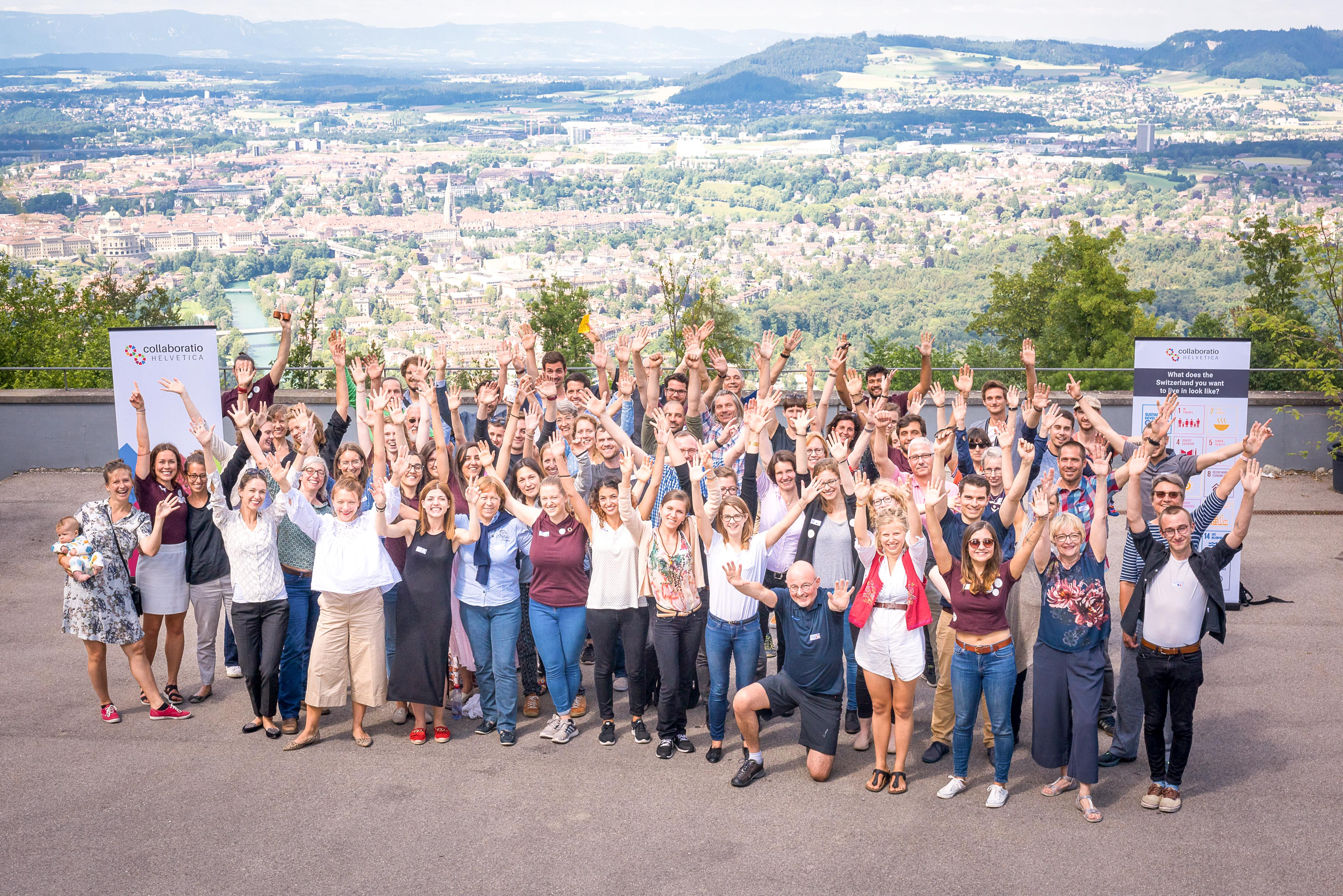
collaboratio helvetica - Community

Elle étudie les relations internationales à l'Université de Saint-Gall, puis poursuit un master en innovation sociale à l'Université de Cambridge. 
Elle vit à Berne (en 2020).

## Influence
En tant que cofondatrice et catalyste de « collaboratio helvetica », elle met en réseau depuis 2017 des acteurs qui promeuvent les Objectifs de l'Agenda 2030 pour le développement durable (ODD) des Nations Unies en Suisse. À travers diverses formes de collaboration et grâce à l'innovation sociale, ces militants veulent initier en Suisse un changement systémique vers plus de durabilité écologique, d'humanité et de bien commun. Nora Wilhelm prend régulièrement la parole dans les universités et dans des événements des secteurs public et privé en tant que catalyste, facilitatrice et intervenante.
- Elle est l'intervenante principale[Information douteuse] lors du lancement de la série de conférences sur les ODD à l'ETH Zurich[5].

- La Direction du développement et de la coopération suisse l'invite en tant qu'intervenante principale[Information douteuse] à la conférence annuelle de la coopération suisse au développement 2019[6],[7].

- À TEDx Lucerne en 2019, elle se fait remarquer avec son discours « The Hidden Variable of Societal Transformation »[8].

## Distinctions
Le jury de Forbes 30 Under 30, la met sur la liste des 30 personnalités suisses exceptionnelles de moins de 30 ans en 2020. Cette liste rend hommage aux personnalités qui abordent les problèmes de notre époque avec une pensée entrepreneuriale et des idées innovantes.
Elle est l'une des 35 finalistes du prix « Jeunes Champions de la Terre » 2020, décerné par le Programme des Nations unies pour l'environnement.
La Junior Chamber International (de) Suisse la distingue en 2019 pour son engagement exceptionnel dans la catégorie environnement et éthique.
En 2018, la International Youth Foundation la désigne comme l'un des 20 Young Global Leaders qui poursuivent activement les objectifs de l'Agenda 2030 et sont vecteurs de changement. Le Département fédéral des affaires étrangères l'avait précédemment nommée.
En 2018, le magazine Annabelle la reconnaît comme l'une des 80 femmes d'action suisses.